# تک‌تیرانداز: جنگجوی ارواح
تک‌تیرانداز: جنگجوی ارواح (به انگلیسی: Sniper: Ghost Warrior) مجموعه ای از بازی‌های ویدئویی تیراندازی تاکتیکی مخفی‌کاری است که توسط سی‌آی گیمز توسعه و انتشار یافته‌است.

## بازی‌ها
| عنوان                             | انتشار | سکوی اصلی         | پورت‌ها | توضیحات                                                    |
| --------------------------------- | ------ | ----------------- | ------ | ---------------------------------------------------------- |
| تک‌تیرانداز: هنر پیروزی            | ۲۰۰۸   | مایکروسافت ویندوز | —      | بازی اصلی تک‌تیرانداز: هنر پیروزی.                          |
| تک‌تیرانداز: جنگجوی ارواح          | ۲۰۱۰   | مایکروسافت ویندوز | —      | بازی اصلی دوم دنباله تیرانداز از خفا: هنر پیروزی.          |
| تک‌تیرانداز: جنگجوی ارواح ۲        | ۲۰۱۳   | مایکروسافت ویندوز | —      | سومین بازی اصلی دنباله بازی تک‌تیرانداز: جنگجوی ارواح.      |
| تک‌تیرانداز جنگجوی ارواح ۳         | ۲۰۱۷   | مایکروسافت ویندوز | —      | چهارمین بازی اصلی دنباله بازی تک‌تیرانداز: جنگجوی ارواح ۲.  |
| قرارداد تک‌تیرانداز جنگجوی ارواح   | ۲۰۱۹   | مایکروسافت ویندوز | —      | بازی اصلی پنجم دنباله بازی تک‌تیرانداز: جنگجوی ارواح ۳.     |
| قرارداد تک‌تیرانداز جنگجوی ارواح ۲ | ۲۰۲۱   | مایکروسافت ویندوز | —      | ششمین بازی اصلی دنباله قراردادهای تک‌تیرانداز جنگجوی ارواح. |

### تک‌تیرانداز: هنر پیروزی (۲۰۰۸)
اولین بازی از این سری در ۱۳ ژوئن ۲۰۰۸ منتشر شد، اما کیفیت پایین بازی منجر به نقدهای منفی شد.

### تک‌تیرانداز: جنگجوی ارواح (۲۰۱۰)
دنباله ای با عنوان Sniper: Ghost Warrior در ۲۹ ژوئن ۲۰۱۰ برای مایکروسافت ویندوز، اکس‌باکس ۳۶۰ و پلی‌استیشن ۳ منتشر شد.

### تک‌تیرانداز: جنگجوی ارواح ۲ (۲۰۱۳)
سومین تکامل این سری از Chrome Engine به CryEngine تغییر یافت. در ۱۲ مارس ۲۰۱۳ برای مایکروسافت ویندوز، پلی استیشن ۳ و اکس‌باکس ۳۶۰ در دسترس بود.

### تک‌تیرانداز: جنگجوی ارواح ۳ (۲۰۱۷)
تک‌تیرانداز: جنگجوی ارواح ۳ در ۱۶ دسامبر ۲۰۱۴ معرفی شد و اولین گیم پلی اودر E3 2015 رونمایی شد. هدف این بازی فروش تولید AAA بود و در نهایت بیش از یک میلیون نسخه فروش در مایکروسافت ویندوز، پلی استیشن ۴ و ایکس باکس وان به فروش رسید.

### تک‌تیرانداز: قرارداد (۲۰۱۹)
سی‌آی گیمز تک تیرانداز:قرار دادها را در اوت ۲۰۱۸ رد. این بازی دنباله قسم سوم تک تیر انداز:جنگجوی ارواح بود. این بازی در ۲۲ نوامبر ۲۰۱۹ منتشر شد.

### تک‌تیرانداز: قرارداد ۲ (۲۰۲۱)
سر انجام تأیید شد که این بازی در پاییز ۲۰۲۰ برای مایکروسافت ویندوز، پلی‌استیشن ۴، پلی‌استیشن ۵، اکس‌باکس وان و اکس‌باکس سری اکس و سری اسعرضه می‌شود، اما تا ۴ ژوئن ۲۰۲۱ تأخیر خورد.

## نسخه‌ها
| بازی                               | متاکریتیک                  |
| ---------------------------------- | -------------------------- |
| تک‌تیرانداز: هنر پیروزی             | (PC) ۳۶                    |
| تک‌تیرانداز: جنگجوی ارواح           | (PC) ۵۵ (PS3) ۵۳ (X360) 45 |
| تک‌تیرانداز: جنگجوی ارواح ۲         | (PC) ۵۲ (PS3) ۵۲ (X360) ۵۲ |
| تک‌تیرانداز: جنگجوی ارواح ۳         | (PC) ۵۹ (XONE) ۵۷ (PS4) ۵۶ |
| قراردادهای تک‌تیرانداز جنگجوی ارواح | (PC) ۷۰ (XONE) ۶۷ (PS4) ۶۵ |

### فروش
در ژانویه ۲۰۲۱، مارک تیمینسکی، مدیرعامل CI Games تأیید کرد که فرنچایز Sniper: Ghost Warrior بیش از یازده میلیون نسخه فروخته‌است.